# Рогнединская волость
Рогне́динская волость — административно-территориальная единица в составе Рославльского уезда Смоленской губернии. Административный центр — село Рогнедино.

## История
Волость была образована в ходе реформы 1861 года.
В ходе укрупнения волостей, в 1924 году к Рогнединской волости была присоединена территория упразднённой Радичской волости, и в том же 1924 году Рогнединская волость была расформирована, а её территория включена в состав Сещенской волости.
Ныне вся территория бывшей Рогнединской волости входит в Рогнединский район Брянской области.

## Населённые пункты
По состоянию на 1904 год, в состав волости входили следующие населённые пункты:
- деревня Бабичи
- две усадьбы Бабичи
- мельница Бабичи
- село Бологча
- деревня Большая Кузеневка
- мельница Бородовицынская
- деревня Быковка
- деревня Гатьково
- усадьба Гатьково
- мельница Захарьинская
- деревня Иловица
- усадьба Иловица
- село Клечетово
- усадьба Клечетово
- деревня Космядино
- хутор Лазин
- деревня Летошники
- усадьба Летошники
- деревня Малая Кузеневка
- усадьба Насорово
- усадьба Огорево (Шепоры)
- деревня Ормино
- мельница Орминская
- деревня Пьяньково
- усадьба Пьяньково
- пустошь Пьянковская (Предтеченские Лозы)
- село Рогнедино (две части)
- 7 усадеб Рогнедино
- деревня Сосовка
- сторожка Старый Хутор
- деревня Шеперово
- ветряная мельница
- лесная сторожка

Самостоятельными населёнными пунктами считались сельское училище и церковная сторожка в селе Клечетово, а также сельское училище и волостное правление в Рогнедине.